# Federico Gómez de Salazar
Federico Gómez de Salazar y Nieto (Toledo, 29 de septiembre de 1912-Madrid, 24 de enero de 2006) fue un militar español que participó en la guerra civil española en el bando sublevado. Fue gobernador general del Sahara Español cuando Marruecos promovió la marcha verde y presidió el Consejo Supremo de Justicia Militar que juzgó a los militares que participaron en el golpe de Estado en España de 1981.

## Biografía

### Inicios de su carrera militar
Ingresó en la Academia General Militar de Zaragoza en 1929, cuando estaba dirigida por el general Francisco Franco. Pertenecía a la misma promoción que Manuel Gutiérrez Mellado. Alcanzó el empleo de alférez en 1931 y el de teniente en 1933.

### Guerra y dictadura
Ascendió a capitán el 24 de marzo de 1937, estando destinado en el Grupo de Fuerzas Regulares Indígenas "Ceuta" N.º 3.
Gómez de Salazar participó en la guerra civil española, en la que le fue concedida la Medalla Militar Individual por su comportamiento destinado en las Tropas Regulares. También combatió en la Segunda Guerra Mundial, en las filas de la División Azul, encuadrada como 250 División de la Wehrmacht, con destino en el Regimiento 262.
En 1944 fue promovido al empleo de comandante, obteniendo dos años más tarde, en 1946, el diploma de Estado Mayor del Ejército y, a continuación, el de Estado Mayor de la Armada. En 1957 ascendió a teniente coronel y en 1965 a coronel.
Alcanzó el generalato en 1970, siendo promocionado a general de división en septiembre de 1973 y a teniente general en mayo de 1976.

### Gobernador del Sahara
Gómez de Salazar fue nombrado gobernador general del Sahara español en junio de 1974. Alcanzó una gran notoriedad pública cuando en noviembre de 1975 afrontó la Marcha Verde con la que el rey Hassan II invadiría el territorio, encabezando las tropas jerifianas con 350 000 civiles desarmados. Allí tendría que organizar una defensa preventiva, estimando que en caso de violencia se producirían unas 30 000 bajas, responsabilizándose a continuación de una operación de evacuación y desmilitarización de urgencia tras la firma del Acuerdo Tripartito de Madrid, proceso que concluiría en enero de 1976 después de que la presencia española se prolongara durante algo más de un siglo.

### Carrera militar con la democracia
En 1976, de vuelta en España y estando agregado al Estado Mayor, Gómez de Salazar presidió el Consejo de Guerra que juzgó a los encausados por pertenecer a la clandestina Unión Militar Democrática (UMD), celebrado en el acuartelamiento de Hoyo de Manzanares (Madrid) a partir del 8 de marzo.
En enero de 1977 fue nombrado capitán general de la I Región Militar, cargo en el que se mantuvo hasta septiembre de 1978, cuando le correspondía pasar al entonces denominado Grupo de “Destino de Arma o Cuerpo”.
El 23 de septiembre de 1981 se incorporó al Tribunal constituido por el Consejo Supremo de Justicia Militar para juzgar los sucesos golpistas del 23-F (Causa 2/81), teniendo que asumir su presidencia por enfermedad del teniente general Luis Álvarez Rodríguez, que fue su titular precedente, y continuando en el mismo por un corto periodo cuando el 3 de marzo de 1982 pasó de forma reglamentaria a la situación de segunda reserva o “reserva activa”.

## Unidades y destinos
Entre las unidades en las que prestó servicio destacan el Regimiento de Infantería n.º 37, el Grupo de Fuerzas Regulares Indígenas de Ceuta, el Estado Mayor de la 31.º División, el Estado Mayor Central, las agregadurías militares de las embajadas de España en Turquía, Grecia e Irán, mandó el Regimiento de Infantería Badajoz n.º 26 en Tarragona y fue profesor principal en la Escuela Superior del Ejército. Asimismo, fue jefe del Estado Mayor de la Capitanía General de Canarias y jefe de la emblemática División Acorazada “Brunete” n.º 1. En el ámbito de la docencia militar ejerció como profesor en la Academia de Infantería, en la Escuela de Estado Mayor y en la Escuela de Guerra Naval.

## Matrimonio, descendencia y fallecimiento
Casado con María Jesús Girón, con la que tuvo dos hijos, falleció en Madrid el 24 de enero de 2006, a la edad de 93 años.
| Predecesor: Fernando de Santiago | Gobernador general del Sáhara 1974-1976 | Sucesor: Cargo desaparecido |